# S
S je 19. písmeno latinské abecedy. Vyvinulo se z řeckého písmene Σ (sigma).

## Užití
- V češtině je s předložka pojící se se 7., 2. a 4. pádem, ojediněle citoslovce (vybídnutí k tichu, napodobení syčení).
  - Zkratka s. znamená sestra, např. sestra farářka, řeholnice Ctihodná sestra (Ct. s.), ve zdravotnictví, Skautingu aj. Dříve též soudruh, soudružka (viz níže).
  - V bibliografii a bibliografické citaci znamená zkratka s. stranu či strany.
- V kartografii a geografii písmeno s nebo S v češtině značí sever, v jiných jazykových souvislostech „jih“ (viz angl. South, něm. Süd, v románských jazycích sud, sur atd.)
- V archivnictví skartační příznak: S (skart, stoupa) – dokument se po skončení skartační lhůty zničí.
- V biochemii je S označení pro aminokyselinu serin.
- Ve fyzice
  - značky fyzikálních jednotek
    - s je značka základní jednotky času v soustavě SI – sekundy.
    - S je značka odvozené jednotky elektrické vodivosti v soustavě SI – siemens.
    - S je značka jednotky sedimentace – svedberg (podíl rychlosti sedimentace a úhlového zrychlení).

  - doporučené symboly (značky) fyzikálních veličin:
    - s obvykle označuje délku, může značit např. i měrnou entropii, spin částice.
    - S může značit např. obsah plochy, akci, entropii, Poyntingův vektor, sumární spin soustavy částic.

  - s je označení kvantových stavů s orbitálním momentem hybnosti (resp. vedlejším kvantovým číslem) l=0;
    - odtud je s označením atomového orbitalu odpovídajícího l=0.

  - s je označení kvarku s (podivného).
- V chemii
  - S je značka síry, z lat. sulphur.
  - s je název orbitalu a s ním spojené skupiny prvků v periodické tabulce.
  - stereodeskriptor S označuje „levotočivou“ konfiguraci na chirálním centru. Postavíme-li model molekuly tak, aby nejlehčí radikál směřoval dozadu, potom v popředí podle velikosti od nejtěžšího k nejlehčímu jsou zbylé radikály seřazeny proti směru hodinových ručiček (doleva).
- V matematice
  - S je značka obsahu, velikosti plochy dvourozměrné části prostoru.
  - 𝕊 označuje množinu sedenionů nebo kouli (sféru).
- V astronomii je S označení jedné ze spektrálních tříd hvězd.
- V grafických technikách je S mezinárodním symbolem pro sítotisk.
- V hudbě je S označením subdominanty.
- V šachu
  - V šachové notaci je S symbolem pro střelce.
  - Ve výzvě šachové úlohy značí s samomat, například výzva s#5 u pětitahového samomatu.
- V informatice se může jednat o název programovacího jazyka S.
- V elektrotechnice je symbolem S značen zdánlivý výkon.
- S je mezinárodní poznávací značka Švédska.
- Na registračních značkách S značí:
  - Středočeský kraj na českých značkách,
  - Stuttgart na německých značkách,
  - Slezské vojvodství na polských značkách,
  - Salcburk – město na rakouských značkách.
- Na železnici S značí:
  - historické označení elektrických lokomotiv se střídavou trakcí používané bývalými ČSD,
  - označení linek příměstské a městské železnice – v německy mluvících zemích S-Bahn, v ČR Esko.
- Velké písmeno S namalované na tramvajích, autobusech a trolejbusech znamenalo zkratku pro samoobslužný prodej jízdenek ve vozidle.
- Soudruh, soudružka, súdruh, súdružka – zkratka před jménem, užívané namísto pan, paní v komunistickém Československu

## Varianty
- ſ – dlouhé s jako varianta minuskulní hlásky s se objevilo v písmu raného středověku. Pozůstatkem je:
  - lomítko / jako zkratka pro měnu shilling,
  - znak ʃ (minuskula esh) užívaný v IPA pro neznělou postalveolární frikativu,
  - výše zmíněný matematický znak ∫ pro integrál (z lat. ſumma, summa).
- ß – ostré s užívané v němčině, vzniklo jako ligatura dlouhého s a gotického z
- $ – Přeškrtnuté S je symbolem dolaru, měny více států